# Winton (Carolina del Nord)
Winton és una població dels Estats Units i seu del comtat de Hertford a l'estat de Carolina del Nord. Segons el cens del 2000 tenia 956 habitants.

## Demografia
Segons el cens del 2000, Winton tenia 956 habitants, 373 habitatges i 252 famílies. La densitat de població era de 455,7 habitants per km².
Dels 373 habitatges en un 31,4% hi vivien nens de menys de 18 anys, en un 34,9% hi vivien parelles casades, en un 29,2% dones solteres, i en un 32,2% no eren unitats familiars. En el 28,7% dels habitatges hi vivien persones soles l'11,5% de les quals corresponia a persones de 65 anys o més que vivien soles. El nombre mitjà de persones vivint en cada habitatge era de 2,37 i el nombre mitjà de persones que vivien en cada família era de 2,91.
Per edats la població es repartia de la següent manera: un 25,8% tenia menys de 18 anys, un 10,7% entre 18 i 24, un 26,7% entre 25 i 44, un 25,9% de 45 a 60 i un 10,9% 65 anys o més.
L'edat mediana era de 35 anys. Per cada 100 dones de 18 o més anys hi havia 85,1 homes.
Cap de les famílies estaven per davall del llindar de pobresa.

## Poblacions més properes
El següent diagrama mostra les poblacions més properes.